# Ліхарєв Володимир Миколайович
Ліхарєв Володимир Миколайович (1803 , Q23953802?, Тульська губернія  — 11 (23) липня 1840 , Північно-Кавказький імамат )) — підпоручик квартирмейстерської частини, згодом рядовий. Декабрист. Походить з дворян Тульської губернії, рід яких веде свій початок від знатного татарина Бахти-Хозі, у святому хрещенні Ананія, на прізвисько Іван-Ліхарєв, який у 1391 році виїхав із Золотої Орди до великого князя Василя Дмитровича, старшого сина Дмитра Донського.

## Родина
Батько — ротмістр Микола Андрійович Ліхарєв (пом.1826); родовий маєток батька с. Коншинка Каширського повіту Тульської губернії (124 душі) і ще 500 душ в Тульській, Рязанській і Костромській губернії.
Мати — Пелагея Петрівна Бикова(пом.19 січня 1848)
- Дружина Бороздіна Катерина Андріївна, небога декабриста Давидова, дочка сенатора Андрія Михайловича Бороздіна. З 17 серпня 1825 року жила в містечку Тенепіне Київської губернії.
  - Син Микола (нар.28 травня 1826, в м. Телепине Київської губернії), в 1861–1866 рр. мировий посередник в Ранненбургському повіті.

## Біографія
До 15 років виховувався вдома у батьків під керівництвом Деліля, потім у пастора Галера. 7 грудня 1817 вступив в Московський навчальний заклад для колоновожатих.
12 березня 1820 випущений по іспиту прапорщиком в свиту по квартирмейстерської частини і призначений у Головну штаб-квартиру 1 армії. У 1821 році відряджений до генерал-лейтенанта графа Палена в кінно-єгерський дивізіон. 10 червня 1821 відряджений на зйомку земель військового поселення Бузької та Української уланської дивізій.
З 12 березня 1823 року підпоручик.
Член Південного товариства, прийнятий полковником В. Л. Давидовим. Потаємної мети товариства не знав, розмови про введення Республіканського правління іноді чув. Знав, що Північне і Польське товариства були пов'язані з Південним. Склав Погляд на військові поселення в дусі товариства.

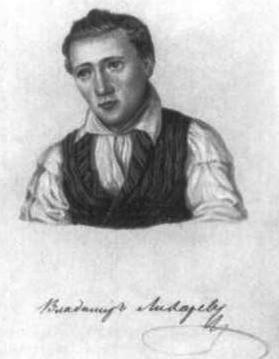
Ліхарев Володимир Миколайович. 1828 р. Акварель Бестужева М. О. Автограф Ліхарева.

Наказ про арешт від 18 грудня 1825 року, 29 грудня 1825 арештований в будинку Йосипа Поджіо в селі Янівка (вони одружені з рідними сестрами), доставлений з Єлисаветграда в Санкт-Петербург на головну гауптвахту — 8 січня 1826 року, в той же день переведений у Петропавловську фортецю, в № 13 куртини між бастіонами Катерини I і Трубецького. Віднесений до VII розряду державних злочинців і Миколою І після конфірмації 10 липня 1826 року засуджений на каторжні роботи на 2 роки , 22 серпня 1826 року термін скорочений до 1 року.
Відправлений з Петропавлівської фортеці в Сибір 7 лютого 1827 року. Прикмети: зріст 2 аршини 150 см, «обличчя біле, довгасте, очі сірі, ніс середній, довгастий, волосся на голові і бровах світло-русе, на правому боці нижче ребер від рани шрам і куля всередині».
Доставлений в Читинський острог 4 квітня 1827 року. Після закінчення терміну каторги в квітні 1828 року випущений на поселення в с. Кондинське Березовського округу Тобольської губернії, в 1829 році мати і дружина невдало клопотали про визначення його рядовим в регулярну армію. За клопотанням матері дозволено перевести в місто Курган Курганського округу Тобольської губернії в травні 1830 року.
Ті, хто близько знав Ліхарєва називали його одним з найбільш чудових людей свого часу. Він знав чотири мови і говорив та писав на них однаково вільно. Він був людиною широкої душі, завжди готовий був не тільки ділитися, а й віддавати саме останнє. Всупереч офіційним приписам активно спілкувався з Курганськими чиновниками та громадянами. При всьому цьому він пристрасно любив картярську гру і взагалі розгульне життя.
У 1837 році призначено рядовим в Окремий кавказький корпус, виїхав з Кургану 21 березня 1837 року, 28 липня 1837 року зарахований до Куринського піхотного полку, в 1838 році призначений в загін М. М. Раєвського в Тенгінський піхотний полк.
Убитий в битві з горцями (можливо, в битві на річці Валерик).